# Seksan Prasertkul
Seksan Prasertkul (em tailandês:  เสกสรรค์ ประเสริฐกุล, nascido em 1949) é um escritor tailandês que recebeu o prêmio Si Burpaha de 2003 e o título de Artista Nacional da Tailândia em 2009.
Seksan se tornou um líder estudantil quando estudava na Universidade Thammasat e foi muito atuante nos protestos de outubro de 1973 contra o governo militar ditatorial de Thanom Kittikachorn.
Seksan é autor de poesias, contos e romances. Sua autobiografia foi transformada em um filme de 2001, 14 tula, songkram prachachon (14 de Outubro, Guerra Popular).

## Vida pregressa
Seksan é filho de um construtor de barcos de pesca e de uma vendedora de mercado. Formou-se no ensino médio na Escola Chonkanyanakul, localizada na província de Chonburi, e recebeu uma bolsa de estudos da AFS. Foi aluno de intercâmbio numa escola secundária dos Estados Unidos entre 1967 e 1968. Depois de retornar à Tailândia, foi admitido na Universidade Thammasat em virtude de suas altas notas no exame nacional de admissão.

## Líder do 14 de outubro de 1973
De acordo com o Historical Dictionary of Thailand, Sulak Sivaraksa "iniciou fóruns para estudantes discutirem questões sociais atuais. Entre os participantes estava Seksan". A partir de então ele se interessa por política e se envolve com o movimento estudantil tailandês.

## Depois do Massacre da Universidade Thammasat
Depois do Massacre da Universidade Thammasat em 6 de outubro de 1976, Seksan se refugiou com os insurgentes comunistas no nordeste da Tailândia. No entanto, ele acabaria concluindo que os insurgentes eram muito dogmáticos e nada simpáticos aos objetivos democráticos dos estudantes. Quando o governo tailandês ofereceu anistia aos que fugiram, ele se rendeu em 1980 e voltou para casa. Em seguida, ele foi para os Estados Unidos fazer pós-graduação e recebeu seu título de doutor pela Universidade Cornell em 1989. Retornou à Tailândia e passou a lecionar ciência política na Universidade Thammasat, onde é uma figura conhecida e respeitada.

## Obras
- Ruedukan ("Estações" — contos)
- "Flores de bambu"
- "Vindo da floresta de mangue"
- Manutsayatham Kap Kan Tosu Thang Chon Chan
- "Canção da Água, Dança das Nuvens"
- Universidade da Vida
- Caminhando na Floresta em Busca da Vida Real
- Vagando em busca de peixes
- "Vida e Escrita de Livros"
- "Riacho e Faixa de Pedestres"
- "Canção do Universo"
- "Ondas da Liberdade"
- "Canção do Universo"
- "Riacho e Faixa de Pedestres"
- "Momento da Derrota"
- "Homem e Tigre" (contos)
- "Bolhas do Tempo" (contos)
- Khon la chan: 14 Tula songkhram prachachon ("14 de Outubro, guerra popular)

- Bangyang thi haipai: Ruam botkhwam kieokap satpa læ thammachat
- Serifap Khlun: Riang khwam 7 huakho
- Phleng ekkaphop: Banthuk Khon doenthang
- Phleng nam rabam mek
- Rudukan: Ruang san læ botkawi (Chut "ruang san tailandês")

### Obras traduzidas para o inglês
- "A bamboo bridge over rapids" (traduzido por Marcel Barang ) [4]

## Vida Privada
Foi casado com Chiranan Pitpreecha, autora que ganhou o prêmio SEA Write em 1989. O casal já se separou.